# Кривошипний механізм

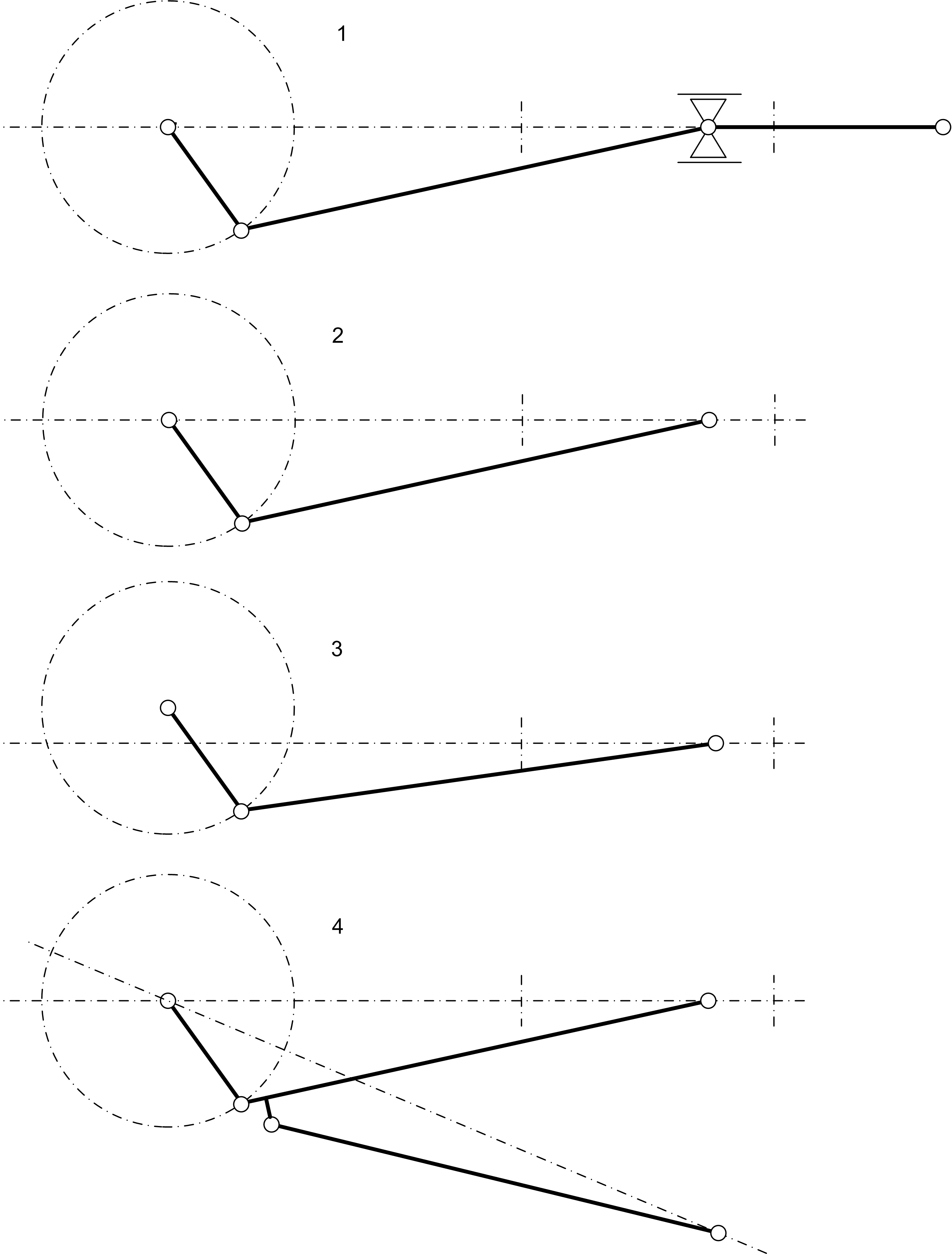

Кривошипно-шатунний механізм

Кривоши́пний механі́зм (рос. кривошипный механизм, англ. crank mechanism, нім. Kurbeltrieb m, Schubkurbeltrieb m, Kurbelmechanismus m) — механізм з обертовою ланкою (кривошипом, колінчастим валом), який перетворює один вид руху на інший: обертовий рух — на рух зворотно-поступальний і навпаки, хитальний тощо.
Застосовується в поршневих двигунах, пресах, компресорах тощо.